# 더 로이어
더 로이어(The Lawyer)는 미국에서 제작된 시드니 J. 퓨리 감독의 1970년 드라마 영화이다. 배리 뉴먼 등이 주연으로 출연하였다.

## 출연

### 주연
- 배리 뉴먼
- 다이아나 물다르
- 해롤드 굴드

### 조연
- 로버트 코버트
- 캐슬린 크로리
- 워렌 J. 켐머링
- 부스 콜먼
- 켄 스워포드
- E.J. 안드레
- 윌리엄 실베스터